# Moorleiche aus dem Rieper Moor
Koordinaten: 53° 14′ 24,7″ N, 9° 36′ 13,9″ O
Die Moorleiche aus dem Rieper Moor (auch Stemmen FStNr. 17) war eine Moorleiche, die 1754 im Königsmoor (damalige Bezeichnung Rieper Moor) in der Nähe der Grenze der niedersächsischen Samtgemeinde Tostedt und des Vahlder Ortsteils Riepe gefunden wurde. Der Fund gilt als der zweitälteste dokumentierte Moorleichenfund Deutschlands.

## Fundstelle

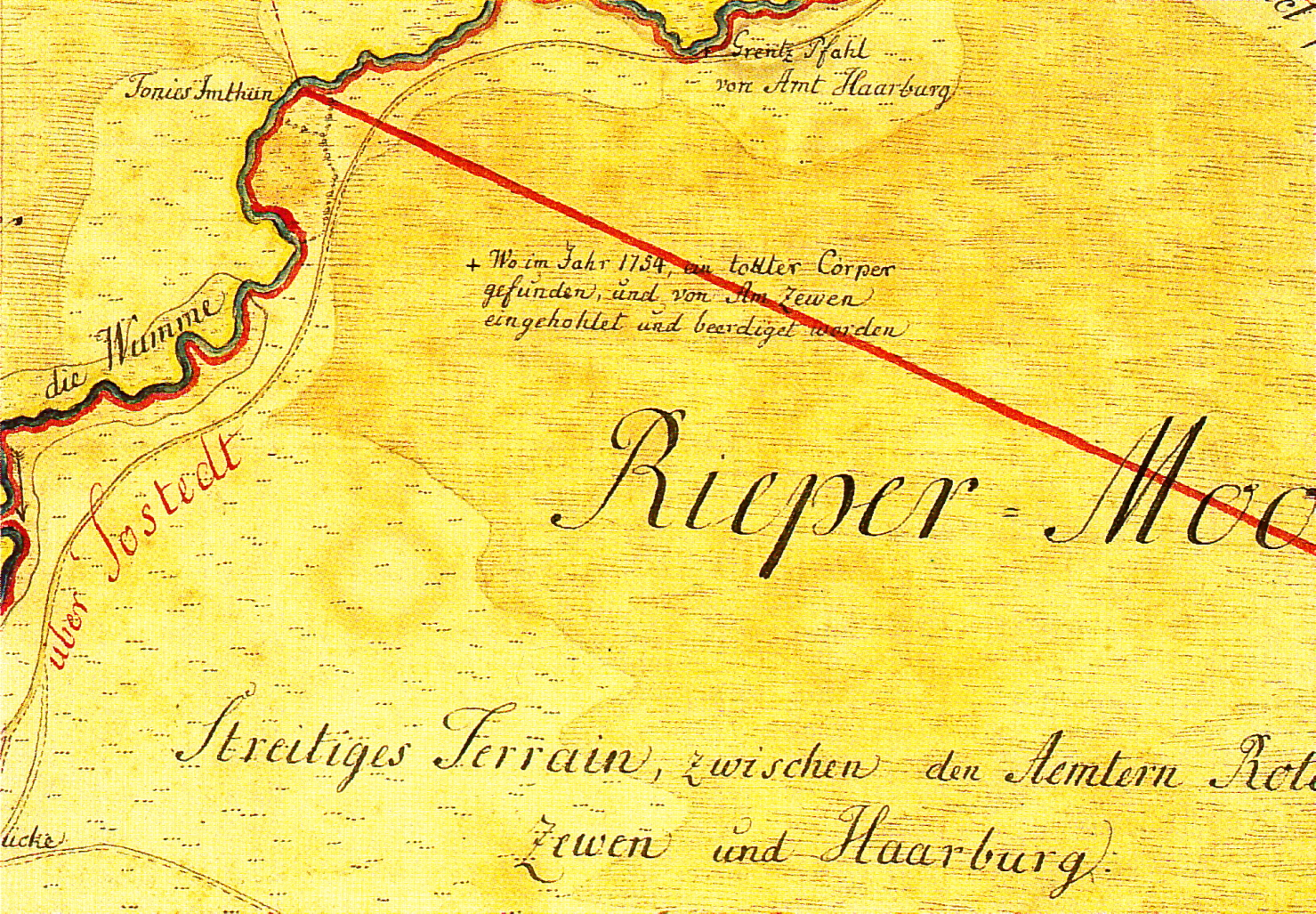
Kartenausschnitt mit Bezeichnung der Fundstelle

Im Jahr 1722 hieß das Gebiet Todtholzmoor oder auch Rieper Moor, nach der Verkoppelung im Jahr 1860 ging der größte Teil des Gebietes an das Königreich Hannover und erhielt dabei den heutigen Namen Königsmoor. Die Fundstelle wurde auf der topographischen Karte Lauenbrück der Kurhannoverschen Landesaufnahme von 1764 bis 1786 mit einem Kreuz und dem Eintrag vermerkt:

„Wo im Jahr 1754, ein todter Corper gefunden, und von Amt Zewen eingehohlet und beerdiget worden.“

Demnach lag der Fundort im nordwestlichen Teil des Rieper Moores nahe dem Vahlder Ortsteil Riepe im niedersächsischen Landkreis Rotenburg (Wümme) und nahe der Grenze zum Ortsteil Königsmoor der Samtgemeinde Tostedt im Landkreis Harburg.

## Fundgeschichte
Die Moorleiche wurde 1754 von einem namentlich nicht bekannten Torfstecher in einem Meter Tiefe unterhalb der Mooroberfläche gefunden. In Zeven wurde die Leiche anschließend von Chirurgen rechtsmedizinisch untersucht, wobei abschließend ein Verbrechen ausgeschlossen wurde. Daraufhin wurden die sterblichen Überreste auf dem Zevener Friedhof beigesetzt. Da die Akten zu dem Fund verschollen sind, fertigte Hans Müller-Brauel 1911 ein Gedächtnisprotokoll der wichtigsten Einzelheiten an. Danach lag die Leiche mit dem Gesicht nach unten im Moor und war mit einem armdicken Baum oder Ast abgedeckt. Von der Leiche selbst waren vermutlich nur Hautpartien erhalten. Bei der Leiche wurden eine Mütze, Lederschuhe „von einer Form, so man heute nirgends mehr siehet“ (Unbekannter Autor) und ein mantelartiger Umhang gefunden. Einige Fragmente des Mantels gab Müller-Brauel an den Heimatforscher August Bachmann weiter.
Die sterblichen Überreste der Moorleiche sowie ihrer Kleidung galten lange Zeit als verschollen, bis Stefan Hesse im Jahr 2009 die an Bachmann übergebenen Textilfragmente im Magazin des Bachmann-Museums im Schloss Bremervörde wiederentdeckte.

## Befunde
Von der Moorleiche aus dem Rieper Moor selbst und ihrer Kleidung existieren heute nur noch die beiden Textilfragmente des vermutlichen Mantels. Die Fragmente bestehen aus Schafwolle und sind durch die lange Lagerung im sauren Moormilieu braun verfärbt. Beide Fragmente sind in Schussripsbindung gewebt. Fragment I misst 63 × 18 mm und weist 9–10 Kettfäden je Zentimeter und 20–24 Schussfäden pro Zentimeter auf. Die Fadenstärken betragen 0,4–0,8 mm bei Kette und 0,2–0,6 mm der Schussfäden auf. Fragment II misst 39 × 40 mm, bei 6–7 Kettfäden und 20 Schussfäden je Zentimeter, bei Fadenstärken von 0,3–0,6 mm der Kette und 0,5–0,9 mm der Schussfäden. Die Kettfäden sind unregelmäßig stark, die Schussfäden leichter in Z-Richtung verzwirnt. Die Oberflächen der beiden Gewebe wirken stellenweise abgetragen und angefilzt, was auf eine längere Nutzungsdauer der Kleidung schließen lässt. Eine textilarchäologische Untersuchung am Landesamt für Denkmalpflege Baden-Württemberg in Esslingen am Neckar durch Christina Peek führte aufgrund der Bindung des Gewebes zur Vermutung, dass das Tuch aus römischer Produktion, oder aus den Kontaktzonen des Römischen Reiches stammte, oder dass es sich um eine lokale Nachahmung eines solchen Tuches handelt.

### Datierung
Eine Datierung war aufgrund der bisherigen Fund- und Überlieferungsumstände unmöglich und erst die Auffindung der Textilfragmente ermöglichte 2010 erstmals eine naturwissenschaftliche Datierung des Fundes. Die 14C-AMS-Datierung einiger Gewebefäden am Isotopenlabor der Universität Erlangen ergab eine kalibrierte Datierung in die Zeit um 253–348 nach Chr.

## Deutung
Weder die Todesursache noch das Geschlecht lassen sich aufgrund fehlender Leichenteile sicher bestimmen. Die in Müller-Brauels Gedächtnisprotokoll beschriebene Bauchlage des Körpers, mit dem über der Leiche abgelegten Ast oder Baumstamm, deuten auf eine Niederlegung der Leiche im Moor hin. Ein Unfalltod kann unter Berücksichtigung der Umstände nahezu sicher ausgeschlossen werden. Ob der Verstorbene im Moor eine Sonderbestattung erhielt oder dort als Opfer eines Verbrechens verscharrt wurde, lässt sich auf Basis der vorliegenden Daten nicht mehr sicher ableiten.